# 数码宝贝幽灵游戏
《数码宝贝幽灵游戏》，于2021年10月3日-2023年3月26日，正篇67话、特别篇1话，每周日09:00-09:30（UTC+9）在富士电视台系列播映的电视动画，是数码宝贝电视动画系列的第九作，也是万代「生命手环系列」的联动宣传动画。中国大陆由爱奇艺和哔哩哔哩网络播映。

## 剧情
「牠们就在你的身边」——在新科技发展的近未来，社交网络上流传着被称为「全息幽灵」（Hologram Ghost）的真假不明的怪奇现象的传闻。中学生天之河宙，因为启动了父亲失踪后留下的名为「数码器」（Digivice）的「生命手环」（Vital Bracelet），开始能看到大家看不见的未知生物——「数码兽」。从与父亲所托付的顽皮数码兽「伽马兽」相遇的那天开始，就被卷入了各种怪奇现象中。盗取人类时间的「缝口男」，或是在夜晚徘徊并掳走人类的「木乃伊男」……全息幽灵，就在大家身边伺机而动。由此开始，便是无人知晓的世界背后的故事。天之河宙、月夜野瑠璃、東御手洗清司郎和搭档数码兽一起，踏入了数码兽生息的不可思议的世界。

## 概要
2020年12月7日万代宣布启动「生命手环」（Vital Bracelet），2021年3月13日发售「生命手环 数码怪兽」（Vital Bracelet Digital Monster），2021年6月15日荣获「日本玩具大奖2021 NEXT玩具部门 优秀奖」（日本おもちゃ大賞2021 ネクスト・トイ部門 優秀賞），截至2021年8月2日全世界累计销量超过20万个。2021年8月2日万代宣布展开IP联动项目「生命手环系列」（Vital Bracelet Series），2021年10月2日发售「生命手环 数码器-V-」（Vital Bracelet Digivice-V-）。2022年6月16日万代宣布展开IP联动项目「生命手环BE」（Vital Bracelet BE），2022年11月24日发售「生命手环BE 数码怪兽25周年套装」（Vital Bracelet BE Digital Monster 25th Anniversary Set），2022年11月26日发售「生命手环BE 数码器-VV-」（Vital Bracelet BE Digivice-VV-），2023年4月29日发售「生命手环BE 数码怪兽 特别选择套装」（Vital Bracelet BE Digital Monster Special Selection Set）。
2021年8月1日「数码祭2021」（デジフェス2021）上正式公布，2021年10月3日-2023年3月26日《数码宝贝幽灵游戏》接档《数码宝贝大冒险：》，为时隔多年来数码宝贝系列再次出现的连续档期，亦为万代「生命手环系列」的联动宣传动画。本作是数码宝贝系列中话数和时长仅次于《数码宝贝合体战争》的作品，也是富士电视台系列所放映的数码宝贝系列中话数最多、时间最长的作品。
动画开播前，东映动画继《鬼太郎》之后，再度联合赤城神社，祈祷本作能成为「被广泛喜爱的作品」。
片头曲演出由角铜博之担当，其中片头曲有致敬25部恐怖电影的彩蛋，角铜博之称「一眼就看得出来的有10部，难以看出的有10部，说出来也看不出的有5部。」所有片尾曲插图均由薮野展也担当。十川誠志在本作完结之际宣布余生将不再从事系列构成的工作，但仍将从事脚本家的工作。
富士电视台通过电视放送和数据放送联动，将「生命手环」（Vital Bracelet）移植到电视上的数据放送。同时活用电视放送的特性，追加了一个“观看节目时间越长数码兽育成时间则越长”独特系统。另外育成出的数码兽还可以存档在数据放送上的“数码兽图鉴”中。
2022年3月6日，东映动画株式会社雇员在某个被篡改的网站下载业务所需软件时，电脑被感染勒索病毒，随后内部网遭到「第三方入侵」，服务器和电脑的部分数据被勒索病毒加密，该社采取了停止部分内部系统和限制外部访问等安全措施，因此动画制作进度受到影响，原定于2022年3月20日播映的第22话停播。3月20日重播本作第1话，3月27日重播本作第3话，4月3日重播本作第5话，4月10日重播本作第13话。4月17日起，从第22话开始复播。
2022年5月8日播映的「数码宝贝幽灵游戏特别篇 竹中直人讲述灵异世界」，通过「幽灵旁白」配音员竹中直人对第2、4话剧情摘要进行真人演出解说。因作为特别篇播映，故东映动画不计入正篇话数，但爱奇艺和哔哩哔哩计入「第68话」。

## 特别用语
全息幽灵（Hologram Ghost）
在全息技术获得新发展的近未来，社交网络上流传的都市传说和真假不明的怪奇现象被称为「全息幽灵」（Hologram Ghost）。那些一般人无法理解的神秘现象，实际都是数码兽造成的事件。
轩辕十四领域爆裂（Gulus Realm Burst）
轩辕十四领域爆裂（Gulus Realm Burst）简称轩辕界爆（GRB）。感染了「GRB」因子的数码兽性格会异常并狂暴化。不过，被认为是黑化主要原因的分泌物「黑數位酮」（Black Digitron），混入该分泌物的数码兽尚未发现感染。
拉克（LARC）
拉克（LARC）是漂浮在广阔的「网络之海」上空，被巨大云层覆盖的空中都市，坐镇于此的是量子兽。其使用「拉克」所具备的扩展装置，从「网络之海」吸收庞大数据，模拟演算有着无限可能性的未来。针对所预测的数码世界可能引发的灾难，量子兽会导出最佳对策并与仰慕自己的数码兽一起实施。
分支进化（Divergent Evolution）
分支进化又称分歧进化或趋异进化。数码兽根据育成方式的不同进化后的姿态会有很大不同，同一数码兽在各进化阶段（等级）可以有不同的进化路线。数码兽或人类的情绪也会对数码兽的「数码核」产生影响，让牠们进化成不同的数码兽。不过，不同的进化路线并不意味着是「正确进化」或者「错误进化」。
跃迁进化（Warp Evolution）
数码兽从数码蛋中诞生，诞生后以一定的基准成长，构造信息发生较大变化的现象称为进化，进化阶段称为等级。以数码兽或人类的情绪为基础，受到外界能量为辅助，数码兽构造信息加速变化进而跃迁一个以上进化阶段（等级）的非自然进化，称为跃迁进化或跃级进化。

## 重要代表物件
生命手环 数码怪兽（Vital Bracelet Digital Monster）
「生命手环 数码怪兽」（Vital Bracelet Digital Monster）简称「生命手环」（Vital Bracelet），第一代机型，可插入「記憶卡」，天之河北斗所持有。
生命手环 数码器-V-（Vital Bracelet Digivice-V-）
「生命手环 数码器-V-」（Vital Bracelet Digivice-V-）简称「生命手环」（Vital Bracelet）或「数码器-V-」（Digivice-V-），第二代机型，可插入「記憶卡」，天之河宙、月夜野瑠璃、东御手洗清司郎所持有。
生命手环BE 数码器-VV-（Vital Bracelet BE Digivice-VV-）
「生命手环BE 数码器-VV-」（Vital Bracelet BE Digivice-VV-）简称「生命手环BE」（Vital Bracelet BE）或「数码器-VV-」（Digivice-VV-），第三代机型，可插入「記憶卡」和「BE記憶卡」，天之河宙、月夜野瑠璃、东御手洗清司郎所持有。
記憶卡（Dim Card）
「記憶卡」（Dim Card）全称「数码兽記憶卡」（Digimon Identified Memory Card），第一代記憶卡，可将「記憶卡」插入「生命手环 数码怪兽」、「生命手环 数码器-V-」、「生命手环BE 数码器-VV-」。
BE記憶卡（BE Memory）
「BE記憶卡」（BE Memory），第二代記憶卡，可将「BE記憶卡」插入「生命手环BE 数码器-VV-」，但不与「生命手环 数码怪兽」和「生命手环 数码器-V-」兼容。

## 作品中出现的实物和地名

### 日本
- 东京铁塔
- 东京晴空塔
- 109百货
- 新宿ALTA
- 伊势丹新宿店
- 东京站
- 新宿站
- 上野站
- 上野公園
- 不忍池
- 秋叶原电器街

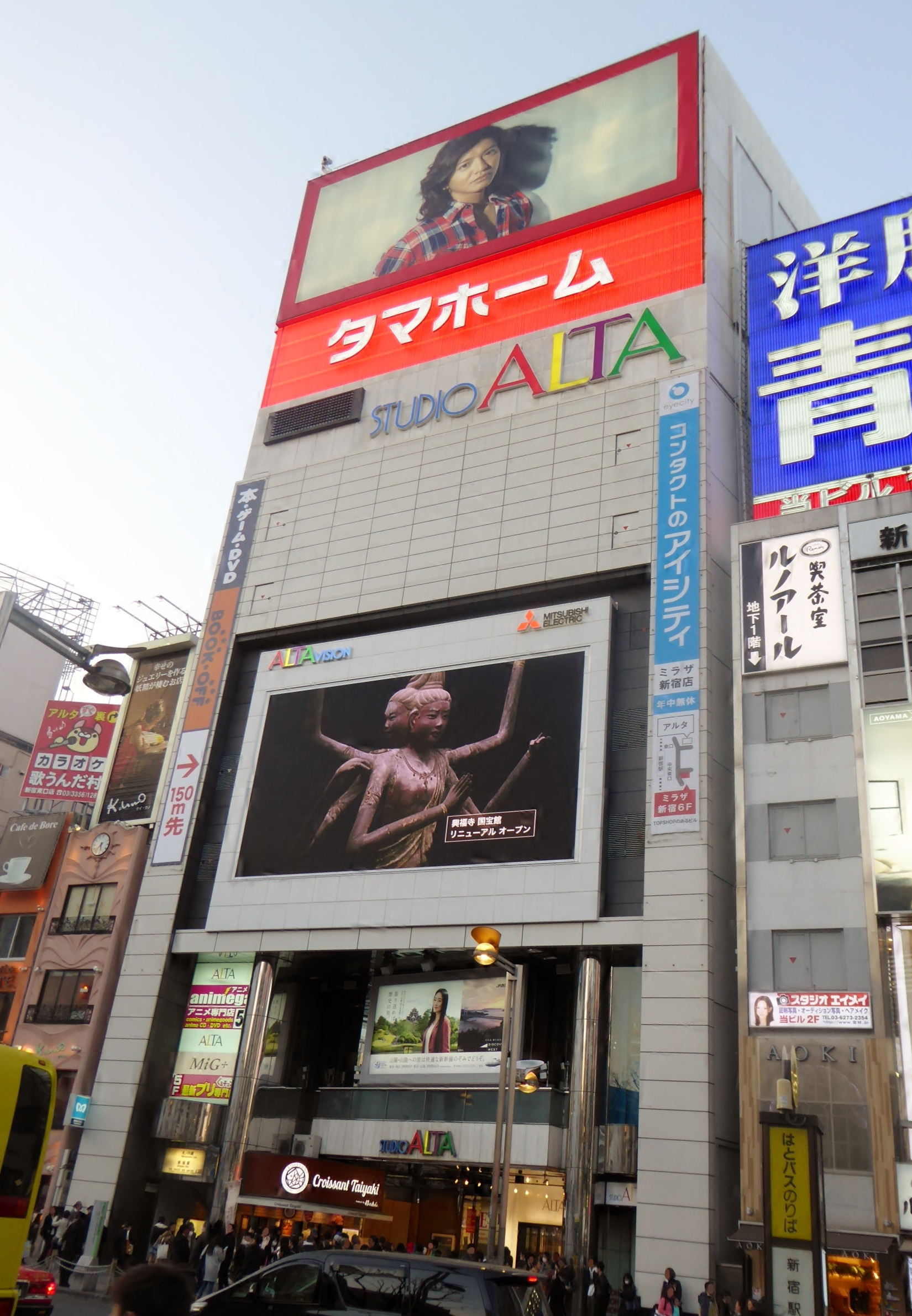
新宿ALTA

- 武藏學園（武藏大學和武藏中學校·高等學校）：天之河宙和东御手洗清司郎所就读的中高一贯制寄宿学校原型，剧中名为「私立叶樱学院中等部·高等部」（私立葉櫻学院中等学部·高等学部）
- 北条益時：镰仓幕府第16代（末代）執權北條守時之子
- 东京国立博物馆（表庆馆）：剧中名为「新国立上野综合博物馆」（新国立上野総合博物館）
- 特别展「大英博物館木乃伊展 古埃及之六大物語」（特別展「大英博物館ミイラ展 古代エジプト6つの物語」）：国立科学博物馆联合大英博物馆举办的古埃及木乃伊展[25]
- 葛西臨海公園（鳥園區）：剧中名为「富士花鳥園」（富士ノ花鳥類園）
- 首都高速2號目黑線：剧中名为「首都高速環線 高速2號線」（首都高環状線 高速2号線）
- 東京都立中央圖書館：剧中名为「都立忠應圖書館」（都立忠応図書館）
- 日本医科大学附属医院 東館（日本医科大学付属病院 東館）：剧中名为「東映大学附属医院」（東映大学付属病院），但地址设定于上野公園不忍池附近
- 京都大学基础物理学研究所：剧中名为「马得利斯物理学研究所」（マダリウス物理学研究所）
- 伏見稻荷大社：剧中名为「鷺川神社」（鷺ノ川神社）
- 东京大学：剧中名为「東泉大学」（東泉大学）
- 淺草寺：剧中名为「深草寺」（深草寺）
- 美峰：剧中名为「美峰印刷」（美峰印刷）
- 7-11（7-Eleven）：剧中名为「11STOP」
- Gmail：剧中名为「Mmail」（Mメール）
- YouTube：剧中名为「Yo!Tube」
- Google：剧中名为「Moogle」
- YAMAHA：剧中名为「YAMAKAWA」
- 国立西洋美術館
- 旧札幌农学校演武场
- 東京大學醫學部附屬醫院
- 國際教養大學中嶋紀念圖書館
- 早稻田大学
- 凌雲閣
- 建仁寺
- 極樂寺
- 淨妙寺
- 東映
- 赤城神社
- 東京體育場
- 東京巨蛋城
- 三途川赛之河原
- 恐山
- 石敢当
- 東京國際機場
- 富士电视台总部大楼
- 雷門
- 北野天滿宮
- 东京港
- 彩虹大桥
- 芝浦埠頭
- 芝公園
- 讀賣樂園
- 日比谷公園
- 池袋西口公園
- 兒雷也
- 小杉塔楼

### 美国

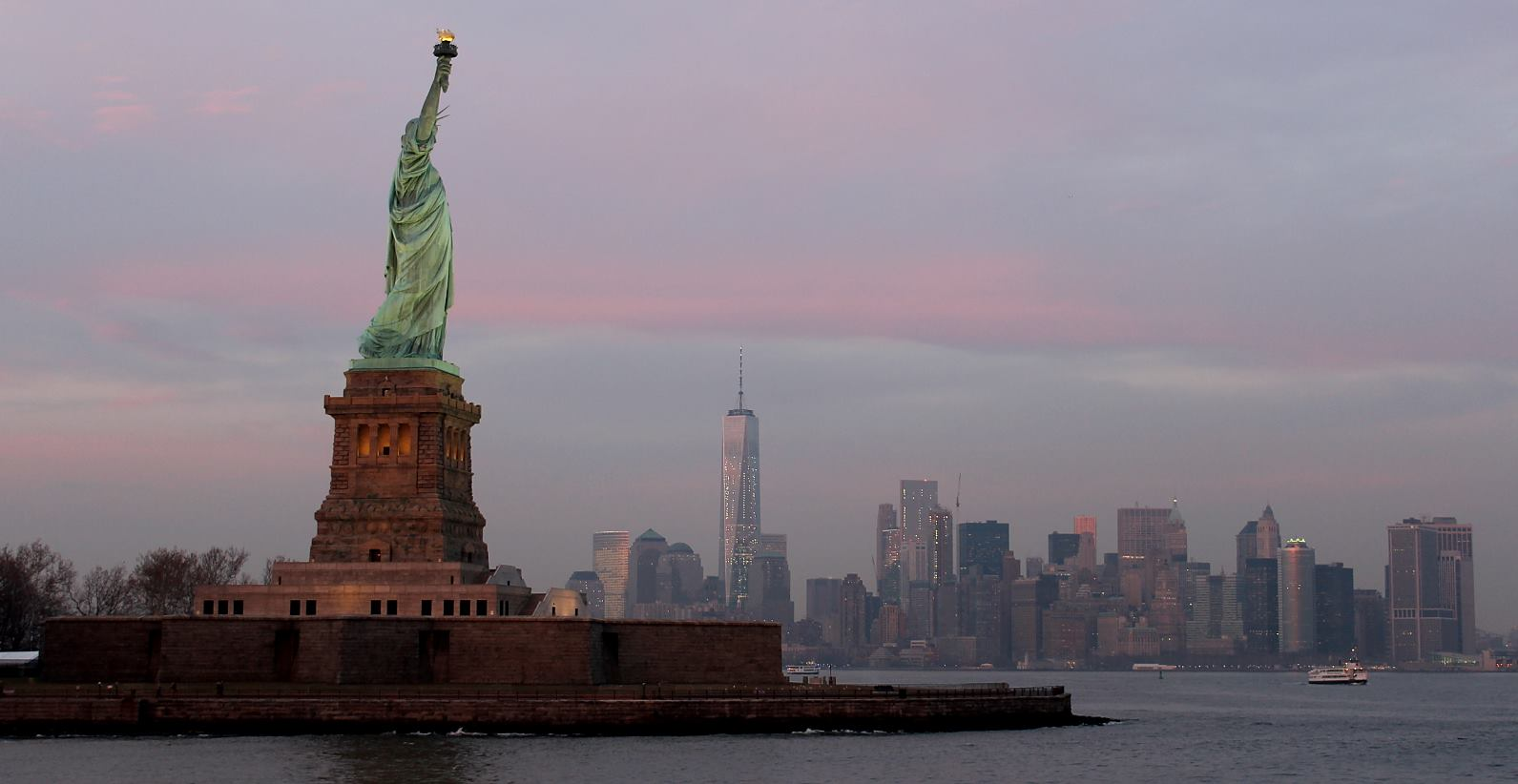
自由女神像

- 自由女神像
- 世界貿易中心一號大樓
- 曼哈頓中城
- 紐約港
- 時報廣場
- 哈佛大学

### 英国
- 泰晤士河
- 西敏橋
- 威斯敏斯特宫
- 大本钟

### 法国
- 艾菲爾鐵塔
- 塞纳河

### 南极
- 昭和基地

## 制作人员
- 原案：本乡昭由
- 制作人：江花松樹（富士电视台）、佐川直子（读卖广告社）、櫻田博之（东映动画）、橋本信太郎[注 18]（东映动画）
- 企划协力·概念协力：薮野展也、井泽宽
- 系列监督：地岡公俊、三塚雅人
- 系列构成：十川誠志
- 角色原案：薮野展也
- 角色设计：伊藤真理子、浅沼昭弘[注 1]
- 数码兽角色原案·数码怪兽设计原案：渡边健史
- 数码兽角色设计·数码怪兽设计：篠塚超
- 道具·全息设计：古家陽子
- 总作画监督：浅沼昭弘、西野文那、石橋大輔、仲條久美、二階堂渥志、金久保典江、香川久
- 摄影监督：高橋佑樹
- 美术监督：市岡茉衣（美峰）
- 美术设定：天田俊貴（美峰）
- 色彩设计：竹泽聪
- 制作担当：小林克规
- 音乐：大谷幸
- 动画制作：东映动画
- 制作：富士电视台、读卖广告社、东映动画

## 音乐

### 主题曲

#### 片头曲
「FACTION」（第1-67话）
主唱：Wienners
作詞、作曲：玉屋2060%
（日本古伦美亚）

#### 片尾曲
（第1-12话）
主唱、編曲：蓝色阿波罗
作詞、作曲：长廉
（No Big Deal Records）
（第13-21话）
主唱：BMK
作詞、作曲、編曲：Chinozo
（胜利娱乐）
（第22-31话+特别篇）
主唱、編曲：
作詞、作曲：汐田泰輝
（No Big Deal Records）
（第32-44话）
主唱：菅止戈男×前山田健一
作詞、作曲：菅止戈男
編曲：前山田健一
（胜利娱乐）
「STRAWBERRY」（第45-57话）
主唱、編曲：kobore
作詞、作曲：佐藤赳
（日本古伦美亚）
「Take Me Maybe」（第58-67话）
主唱、作詞、編曲：Penthouse
作曲：浪岡真太郎
（胜利娱乐）

#### 插曲
「First Riders」（第2、4-7、9、10、12、15、16、18-20、22-25、27-29、31-33、35-41、43、44、46-53、62、63话+特别篇）
主唱：增倉義将
作詞：大森祥子
作曲、編曲：渡部达也
（東映動畫音樂出版）
「MAKUAKE」（第56-58、60-63、66、67话）
主唱：增倉義将
作詞：大森祥子
作曲、編曲：渡部达也
（東映動畫音樂出版）

#### 剧中使用曲
（第6话）
作詞：藤川千愛
作曲、編曲：藤永龍太郎（Elements Garden）
（日本古伦美亚）

### 实体专辑
| 专辑编号              | 专辑标题 | 发售时间      | 音乐人       | 媒介   | 备注 |
| --------------------- | -------- | ------------- | ------------ | ------ | --- |
| COCX-41743            |          | 2022年3月23日 | 日本古伦美亚 | CD     | 收录片头曲「FACTION」 |
| VICL-37627            |          | 2022年3月23日 | BMK          | CD     | 收录片尾曲「」 |
| VICL-37628            |          | 2022年3月23日 | BMK          | CD     | 收录片尾曲「」 |
| VICL-37629            |          | 2022年3月23日 | BMK          | CD     | 收录片尾曲「」 |
| VICL-37630            |          | 2022年3月23日 | BMK          | CD     | 收录片尾曲「」 |
| VIZL-2023             |          | 2022年3月23日 | BMK          | CD BD  | 收录片尾曲「」 |
| COZP-1904 COZP-1905   |          | 2022年4月27日 | 藤川千愛     | CD BD  | 收录剧中使用曲「」 |
| COCP-41824            |          | 2022年7月20日 | Wienners     | CD     | 收录片头曲「FACTION」 |
| COCP-41825            |          | 2022年7月20日 | Wienners     | CD     | 收录片头曲「FACTION」 |
| VICL-37653            |          | 2022年9月21日 | BMK          | CD     | 收录片尾曲「」 |
| VICL-37654            |          | 2022年9月21日 | BMK          | CD     | 收录片尾曲「」 |
| VICL-37655            |          | 2022年9月21日 | BMK          | CD     | 收录片尾曲「」 |
| VICL-65749            |          | 2023年2月1日  | 菅止戈男     | CD     | 收录片尾曲「」 |
| VIZL-2132             |          | 2023年2月1日  | 菅止戈男     | CD     | 收录片尾曲「」 |
| VIZL-2133             |          | 2023年2月1日  | 菅止戈男     | CD DVD | 收录片尾曲「」 |
| COCX-41978            |          | 2023年2月22日 | 大谷幸       | CD     | 收录原声音乐 收录片头曲「FACTION」 收录片尾曲「」 收录片尾曲「」 收录片尾曲「STRAWBERRY」 收录插曲「First Riders」 收录插曲「MAKUAKE」 |
| VICL-65781            |          | 2023年3月15日 | BMK          | CD     | 收录片尾曲「」 |
| VICL-65782            |          | 2023年3月15日 | BMK          | CD     | 收录片尾曲「」 |
| COCP-41981            | HUG      | 2023年3月15日 | kobore       | CD     | 收录片尾曲「STRAWBERRY」 |
| VICL-65794            |          | 2023年3月29日 | Penthouse    | CD     | 收录片尾曲「Take Me Maybe」 |
| VIZL-2172             |          | 2023年3月29日 | Penthouse    | CD DVD | 收录片尾曲「Take Me Maybe」 |
| VIJL-60298 VIJL-60299 |          | 2023年9月20日 | 菅止戈男     | LP     | 收录片尾曲「」 |

### 数字专辑
| 专辑编号    | 专辑标题      | 发售时间       | 音乐人              | 备注                                                      |
| ----------- | ------------- | -------------- | ------------------- | --------------------------------------------------------- |
| COKM-43557  | FACTION       | 2021年10月20日 | Wienners            | 收录片头曲「FACTION」                                     |
| TAMP-10054  | First Riders  | 2021年10月31日 | 增倉義将            | 收录插曲「First Riders」                                  |
| COKM-43572  |               | 2021年11月3日  | 蓝色阿波罗          | 收录片尾曲「」                                            |
| VE3WA-19523 |               | 2022年1月12日  | BMK                 | 收录片尾曲「」                                            |
| COKM-43721  | Wiemixes      | 2022年2月23日  | Wienners            | 收录片头曲「FACTION」                                     |
| COKM-43810  |               | 2022年4月27日  |                     | 收录片尾曲「」                                            |
| VE3WA-19800 |               | 2022年7月13日  | 菅止戈男×前山田健一 | 收录片尾曲「」                                            |
| COKM-44041  | STRAWBERRY    | 2022年10月2日  | kobore              | 收录片尾曲「STRAWBERRY」                                  |
| TAMP-10065  | MAKUAKE       | 2022年12月18日 | 增倉義将            | 收录插曲「MAKUAKE」                                       |
| VEATP-40752 | Take Me Maybe | 2023年1月11日  | Penthouse           | 收录片尾曲「Take Me Maybe」                               |
| TAMP-10078  |               | 2023年6月28日  | 大谷幸              | 收录原声音乐 收录插曲「First Riders」 收录插曲「MAKUAKE」 |

## 各话列表
| 话数 | 日文标题 | 中文标题             | 脚本              | 分镜                                  | 演出                       | 总作画监督                                 | 作画监督                                                                                                 | 真人出演              | 电视首播日期   |
| ---- | -------- | -------------------- | ----------------- | ------------------------------------- | -------------------------- | ------------------------------------------ | --- | --------------------- | -------------- |
| 1    |          | 缝口男               | 富岡淳廣 十川誠志 | 地岡公俊 野呂彩芳 志田直俊            | 野呂彩芳                   | 西野文那                                   | 北野幸广 館直樹                                                                                          | 不適用                | 2021年 10月3日 |
| 2    |          | 博物馆之怪           | 十川誠志          | 中村亮太 三塚雅人                     | 中村亮太                   | 二階堂渥志                                 | 宇代祐規 大山康彥                                                                                        | 不適用                | 10月10日       |
| 3    |          | 涂鸦                 | 十川誠志          | 池田洋子                              | 池田洋子                   | 石橋大輔                                   | 館直樹 澤木巳登理 富田惠里沙 金久保典江                                                                  | 不適用                | 10月24日       |
| 4    |          | 人偶之馆             | 中山智博          | 中村明博                              | 中村明博                   | 西野文那                                   | 北野幸广 仲條久美                                                                                        | 不適用                | 10月31日       |
| 5    |          | 神之怒               | 十川誠志          | 鎌谷悠                                | 鎌谷悠                     | 二階堂渥志                                 | 宇代祐規 大山康彦                                                                                        | 不適用                | 11月7日        |
| 6    |          | 诅咒之歌             | 十川誠志          | 志田直俊                              | 高户谷一步 中村亮太 宍户望 | 浅沼昭弘                                   | 北野幸广 直井正博 金久保典江 館直樹                                                                      | 不適用                | 11月14日       |
| 7    |          | 鸟                   | 森地夏美          | 角銅博之                              | 角銅博之                   | 石橋大輔 金久保典江                        | 館直樹 澤木巳登理 富田惠里沙 仁井宏隆 会津五月                                                           | 不適用                | 11月21日       |
| 8    |          | 百鬼夜行             | 山口宏            | 鈴木正男                              | 野吕彩芳                   | 西野文那                                   | 仲條久美 北野幸广 浅沼昭弘 仁井宏隆                                                                      | 不適用                | 11月28日       |
| 9    |          | 扭曲的时间           | 十川誠志          | 高户谷一步 志田直俊                   | 高户谷一步                 | 二階堂渥志                                 | 富田惠里沙 大山康彦 北野幸广 仲條久美                                                                    | 不適用                | 12月5日        |
| 10   |          | 死之游戏             | 佐藤寿昭          | 志田直俊                              | 村上勉                     | 浅沼昭弘                                   | 会津五月 仁井宏隆 八島善孝 井手武生                                                                      | 不適用                | 12月12日       |
| 11   |          | 镰鼬                 | 森地夏美          | 角銅博之                              | 池田洋子                   | 石橋大輔 金久保典江                        | 澤木巳登理 館直樹 北野幸广 井手武生                                                                      | 不適用                | 12月19日       |
| 12   |          | 不幸的信件           | 中山智博          | 鈴木正男                              | 武藤公春 佐藤道拓          | 西野文那                                   | Noh Gil-bo 原憲一 Lee Jong II                                                                            | 不適用                | 12月26日       |
| 13   |          | 处刑人               | 十川誠志          | 八島善孝                              | 中村明博                   | 二階堂渥志                                 | 仲條久美 仁井宏隆 In Tae Sun Lee Bung Suk Jo Un Kyug                                                     | 不適用                | 2022年 1月9日  |
| 14   |          | 座敷童子             | 森地夏美          | 角銅博之                              | 角銅博之                   | 浅沼昭弘                                   | 北野幸广 Noel Añonuevo Eugene Ayson                                                                      | 不適用                | 1月16日        |
| 15   |          | 占卜之馆             | 山口宏            | 遠藤徹哉                              | 野呂彩芳                   | 石橋大輔 金久保典江                        | 北野幸广 仁井宏隆 富田惠里沙 浅沼昭弘 W.H.Cho E.K.Cho S.H.Park                                           | 不適用                | 1月23日        |
| 16   |          | 食人森林             | 佐藤寿昭          | 西森章                                | 鹿岛典夫                   | 西野文那                                   | 李少雷 仁井宏隆 館直樹 金久保典江 樱井木之实 服部益美 杜伟峰 陈亮                                        | 不適用                | 1月30日        |
| 17   |          | 极寒地狱             | 十川誠志          | 角銅博之 高户谷一步                   | 高户谷一步                 | 二階堂渥志                                 | 北野幸广 澤木巳登理 鸟山冬美                                                                             | 不適用                | 2月6日         |
| 18   |          | 小儿国               | 中山智博          | 中村哲治                              | 佐佐木憲世                 | 浅沼昭弘                                   | 仲條久美 大西陽一 仁井宏隆 李少雷 金久保典江 富田惠里沙 W.H.Cho J.Y.Min E.H.Kim D.H.Kim                  | 不適用                | 2月13日        |
| 19   |          | 逢魔之时             | 森地夏美          | 角銅博之                              | 角銅博之                   | 石橋大輔 金久保典江                        | 北野幸广 鳥山冬美                                                                                        | 不適用                | 2月20日        |
| 20   |          | 炎之监狱             | 佐藤寿昭          | 田中裕太                              | 田中裕太                   | 西野文那                                   | 館直樹 村山綾音 大山康彦                                                                                 | 不適用                | 2月27日        |
| 21   |          | 蜘蛛的诱惑           | 山口宏            | 宇田鋼之介                            | 野呂彩芳                   | 二階堂渥志                                 | 李少雷 佐藤敏明 武内昭 金澤龍 權容祥                                                                     | 不適用                | 3月6日         |
| 22   |          | 噩梦                 | 山崎亮            | 池田洋子                              | 山崎響介                   | 仲條久美                                   | 酒井夏海 北野幸广 川口弘明                                                                               | 不適用                | 4月17日        |
| 23   |          | 低吟之虫             | 森地夏美          | 宍户望                                | 宍户望                     | 石橋大輔 金久保典江                        | Eugene Ayson 澤木巳登理 大西陽一 鳥山冬美                                                                | 不適用                | 4月24日        |
| 24   |          | 扭曲之爱             | 中山智博          | 鈴木正男                              | 佐藤道拓                   | 西野文那                                   | 北野幸广 大山康彦 佐藤敏明 酒井夏海 大西陽一 Y.M.Lee Y.S.Kwon                                            | 不適用                | 5月1日         |
| SP   |          | 竹中直人讲述灵异世界 | 十川誠志          | 北村高雄 立川拓磨                     | 北村高雄 立川拓磨          | 不適用                                     | 不適用                                                                                                   | 竹中直人 （幽灵旁白） | 5月8日         |
| 25   |          | 鲜红盛宴             | 十川誠志          | 西森章                                | 中村明博                   | 二階堂渥志                                 | 李少雷 小澤誠 鳥山冬美                                                                                   | 不適用                | 5月15日        |
| 26   |          | 饥饿宅邸             | 山口宏            | 角銅博之                              | 角銅博之                   | 仲條久美                                   | 武内昭 川口弘明 佐藤敏明 仁井宏隆                                                                        | 不適用                | 5月22日        |
| 27   |          | 美妖液               | 佐藤寿昭          | 谷東                                  | 佐佐木憲世                 | 石橋大輔 金久保典江                        | 酒井夏海 村山綾音                                                                                        | 不適用                | 5月29日        |
| 28   |          | 夺脸者               | 山崎亮            | 鈴木正男                              | 松川朋弘                   | 西野文那                                   | 北野幸广 澤木巳登理 李少雷 金澤龍 權容祥                                                                 | 不適用                | 6月5日         |
| 29   |          | 妖花粉               | 森地夏美          | 谷東                                  | 羽多野浩平                 | 二階堂渥志                                 | 大西陽一 Eugene Ayson Noel Añonuevo B.S.Lee                                                              | 不適用                | 6月12日        |
| 30   |          | 恶友                 | 中山智博          | 畑野森生                              | 山崎響介                   | 仲條久美                                   | 酒井夏海 小澤誠 大山康彦 澤木巳登理                                                                      | 不適用                | 6月19日        |
| 31   |          | 试刀杀人             | 山口宏            | 角銅博之                              | 角銅博之                   | 石橋大輔 金久保典江                        | 佐藤敏明 仁井宏隆 武内昭 川口弘明                                                                        | 不適用                | 6月26日        |
| 32   |          | 你是谁               | 藤田伸三          | 角銅博之 野呂彩芳                     | 野呂彩芳                   | 西野文那                                   | 北野幸广 李少雷 鳥山冬美                                                                                 | 不適用                | 7月3日         |
| 33   |          | 死灵的私语           | 佐藤寿昭          | 高户谷一步                            | 高户谷一步                 | 二階堂渥志                                 | 村山綾音 澤木巳登理 Eugene Ayson Noel Añonuevo                                                           | 不適用                | 7月10日        |
| 34   |          | 攀壁者               | 山口宏            | 谷東                                  | 中村明博                   | 仲條久美                                   | 小澤誠 大西陽一 仁井宏隆 GU BIN QIAN JIN YI                                                              | 不適用                | 7月17日        |
| 35   |          | 狼人                 | 森地夏美          | 池田洋子                              | 池田洋子                   | 石橋大輔 金久保典江                        | 酒井夏海 大山康彦 GU BIN QIAN JIN YI                                                                     | 不適用                | 7月24日        |
| 36   |          | 悲叹迷宫             | 中山智博          | 鈴木正男                              | 難波涼                     | 西野文那                                   | 直井正博 武内昭 澤木巳登理 鳥山冬美 川口弘明 信實節子 金久保典江 酒井夏海                                | 不適用                | 7月31日        |
| 37   |          | 死灵之群             | 藤田伸三          | 角銅博之                              | 角銅博之                   | 二階堂渥志                                 | 北野幸广 金澤龍 權容祥                                                                                   | 不適用                | 8月7日         |
| 38   |          | 阴阳师               | 十川誠志          | 谷東                                  | 西健太                     | 仲條久美                                   | 佐藤敏明 李少雷 Noel Añonuevo Eugene Ayson                                                               | 不適用                | 8月14日        |
| 39   |          | 感染孤岛             | 森地夏美          | 角銅博之                              | 羽多野浩平                 | 金久保典江                                 | 直井正博 小澤誠 鷲北恭太 GU BING QIAN JIN YI SUN QIANG                                                   | 不適用                | 8月21日        |
| 40   |          | 螺旋海岸             | 山口宏            | 平池綾子                              | 平池綾子                   | 石橋大輔                                   | 仁井宏隆 村山綾音 川口弘明 鳥山冬美 館直樹 浅沼昭弘 篠塚超 山室直儀 金久保典江 北野幸广 Y.S.Kwon Y.M.Lee | 不適用                | 8月28日        |
| 41   |          | 小丑                 | 佐藤寿昭          | 畑野森生                              | 山崎響介                   | 西野文那                                   | 酒井夏海 村山綾音 大山康彦 直井正博                                                                      | 不適用                | 9月4日         |
| 42   |          | 狩猎人类             | 藤田伸三          | 福岡大生                              | 福岡大生                   | 二階堂渥志                                 | 北野幸广                                                                                                 | 不適用                | 9月11日        |
| 43   |          | 红眼                 | 山崎亮            | 角銅博之 野呂彩芳                     | 野呂彩芳                   | 仲條久美                                   | 澤木巳登理 仁井宏隆 小澤誠 信實節子 大山康彦                                                             | 不適用                | 9月18日        |
| 44   |          | 红锈                 | 中山智博          | 高户谷一步                            | 高户谷一步                 | 金久保典江                                 | 金澤龍 權容祥 Noel Añonuevo Eugene Ayson 岡辰也 川口弘明 鷲北恭太 顾斌                                   | 不適用                | 9月25日        |
| 45   |          | 幽灵新闻             | 森地夏美          | 鈴木正男                              | 高藤聪                     | 石橋大輔                                   | 館直樹 李少雷 佐藤敏明 北野幸广                                                                          | 不適用                | 10月2日        |
| 46   |          | 女王的晚餐           | 山口宏            | 中村明博                              | 中村明博                   | 西野文那                                   | 酒井夏海 村山綾音 仁井宏隆                                                                               | 不適用                | 10月9日        |
| 47   |          | 永远的记忆           | 佐藤寿昭          | 角銅博之                              | 角銅博之                   | 二階堂渥志                                 | 北野幸广 澤木巳登理 直井正博                                                                             | 不適用                | 10月16日       |
| 48   |          | 白色的新娘           | 藤田伸三          | 鈴木正男                              | 羽多野浩平                 | 仲條久美                                   | 小澤誠 大山康彦 金澤龍 權容祥                                                                            | 不適用                | 10月23日       |
| 49   |          | 鲜红的收获祭         | 中山智博          | 角銅博之                              | 難波涼                     | 金久保典江                                 | 松本文男 福世孝明 岡辰也                                                                                 | 不適用                | 10月30日       |
| 50   |          | 回礼                 | 森地夏美          | 上田芳裕                              | 上田芳裕                   | 石橋大輔                                   | Noel Añonuevo Eugene Ayson 村山綾音 袴田裕二 信實節子 鷲北恭太                                           | 不適用                | 11月6日        |
| 51   |          | 无首                 | 山口宏            | 池田洋子                              | 池田洋子                   | 酒井夏海 館直樹 川口弘明 鳥山冬美 佐藤敏明 | 酒井夏海 館直樹 川口弘明 鳥山冬美 佐藤敏明                                                               | 不適用                | 11月13日       |
| 52   |          | 妖之湖               | 十川誠志          | 福岡大生                              | 西健太                     | 二階堂渥志                                 | 北野幸广 徐易 顾斌                                                                                       | 不適用                | 11月20日       |
| 53   |          | 知识王               | 佐藤寿昭          | 角銅博之 野呂彩芳                     | 野呂彩芳                   | 仲條久美                                   | 金澤龍 權容祥 仁井宏隆 小澤誠 大山康彦                                                                   | 不適用                | 11月27日       |
| 54   |          | 千里眼               | 藤田伸三          | 畑野森生                              | 羽多野浩平                 | 金久保典江                                 | 川口弘明 佐藤敏明 内藤伊之介 河野纯市                                                                    | 不適用                | 12月4日        |
| 55   |          | 妖猫                 | 中山智博          | 高户谷一步                            | 高户谷一步                 | 石橋大輔                                   | 村山綾音 袴田裕二 Noel Añonuevo Eugene Ayson 信實節子 小澤誠 仁井宏隆 宇代祐規                           | 不適用                | 12月11日       |
| 56   |          | 污秽                 | 山口宏            | 宍户望                                | 宍户望                     | 西野文那                                   | 澤木巳登理 酒井夏海 仲條久美                                                                             | 不適用                | 12月18日       |
| 57   |          | 幽灵出租车           | 森地夏美          | 古家陽子                              | 難波涼                     | 二階堂渥志                                 | 北野幸广 岡辰也 徐易 顾斌 村山綾音 澤木巳登理                                                            | 不適用                | 12月25日       |
| 58   |          | 金字塔               | 佐藤寿昭          | 角銅博之                              | 角銅博之                   | 仲條久美                                   | Noel Añonuevo Eugene Ayson                                                                               | 不適用                | 2023年 1月8日  |
| 59   |          | 儿雷也               | 中山智博          | 福岡大生                              | 桐山貴央                   | 金久保典江                                 | 館直樹 佐藤敏明 川口弘明                                                                                 | 不適用                | 1月15日        |
| 60   |          | 水之幽灵             | 藤田伸三          | 中村明博                              | 中村明博                   | 香川久                                     | 小澤誠 大山康彦 仁井宏隆 仲條久美 宇代祐規 石橋大輔                                                      | 不適用                | 1月22日        |
| 61   |          | 死者苏生             | 森地夏美          | 鈴木正男                              | 野呂彩芳                   | 仲條久美 村山綾音 酒井夏海 信實節子        | 仲條久美 村山綾音 酒井夏海 信實節子                                                                      | 不適用                | 1月29日        |
| 62   |          | 幻之楼层             | 山口宏            | 畑野森生                              | 羽多野浩平                 | 二階堂渥志                                 | 北野幸广 金澤龍 權容祥 小田不二夫                                                                        | 不適用                | 2月5日         |
| 63   |          | 暴食                 | 十川誠志          | 福岡大生                              | 松川朋弘                   | 金久保典江                                 | 澤木巳登理 直井正博 Noel Añonuevo Eugene Ayson 徐易 顾斌 富田惠里沙 北野幸广                             | 不適用                | 2月12日        |
| 64   |          | 呼唤声               | 森地夏美          | 高户谷一步                            | 高户谷一步                 | 石橋大輔                                   | 館直樹 佐藤敏明 川口弘明 鷲北恭太 北野幸广                                                               | 不適用                | 2月19日        |
| 65   |          | 黑色决死圈           | 佐藤寿昭          | 池田洋子                              | 池田洋子                   | 二階堂渥志                                 | 北野幸广 酒井夏海 村山綾音                                                                               | 不適用                | 2月26日        |
| 66   |          | 破灭的漆黑龙         | 十川誠志          | 畑野森生 宍户望 福岡大生 中村明博     | 宍户望                     | 西野文那                                   | 小澤誠 篠塚超 澤木巳登理 大西亮 大山康彦 二階堂渥志                                                      | 不適用                | 3月19日        |
| 67   |          | 吞噬一切之物         | 十川誠志          | 高户谷一步 福岡大生 三塚雅人 中村明博 | 難波涼                     | 浅沼昭弘 仲條久美                          | 浅沼昭弘 仲條久美                                                                                        | 不適用                | 3月26日        |

## 播放电视台
| 富士电视台 星期日 09:00-09:30（UTC+9）節目 2021年10月17日、2022年1月2日 臨時節目調動停播  | 富士电视台 星期日 09:00-09:30（UTC+9）節目 2021年10月17日、2022年1月2日 臨時節目調動停播 | 富士电视台 星期日 09:00-09:30（UTC+9）節目 2021年10月17日、2022年1月2日 臨時節目調動停播 |
| ----------------------------------------------------------------------------------------- | ---------------------------------------------------------------------------------------- | ---------------------------------------------------------------------------------------- |
|                                                                                           | 数码宝贝幽灵游戏 第1-21话 （2021年10月3日-2022年3月6日）                                 |                                                                                          |
| 数码宝贝大冒险：                                                                          | 名古屋女子马拉松2022                                                                     |                                                                                          |
| 富士电视台 星期日 09:00-09:30（UTC+9）節目                                                |                                                                                          |                                                                                          |
| 名古屋女子马拉松2022                                                                      | 数码宝贝幽灵游戏 第1、3、5、13话 重播 （2022年3月20日-4月10日）                          | 数码宝贝幽灵游戏 第22-24话                                                               |
| 富士电视台 星期日 09:00-09:30（UTC+9）節目                                                |                                                                                          |                                                                                          |
| 数码宝贝幽灵游戏 第1、3、5、13话 重播                                                     | 数码宝贝幽灵游戏 第22-24话 （2022年4月17日-5月1日）                                      | 数码宝贝幽灵游戏 特别篇                                                                  |
| 富士电视台 星期日 09:00-09:30（UTC+9）節目                                                |                                                                                          |                                                                                          |
| 数码宝贝幽灵游戏 第22-24话                                                                | 数码宝贝幽灵游戏 特别篇 （2022年5月8日）                                                 | 数码宝贝幽灵游戏 第25-67话                                                               |
| 富士电视台 星期日 09:00-09:30（UTC+9）節目 2023年1月1日、3月5日、3月12日 臨時節目調動停播 |                                                                                          |                                                                                          |
| 数码宝贝幽灵游戏 特别篇                                                                   | 数码宝贝幽灵游戏 第25-67话 （2022年5月15日-2023年3月26日）                               | 逃走中 终极任务                                                                          |

## 数码宝贝追寻者

数码宝贝追寻者

《数码宝贝追寻者》，数码宝贝系列25周年纪念作品，是萬代「生命手环系列」的联动宣传网络小说和朗读剧。小说于2023年4月3日-2024年3月10日在万代数码兽官网日文、英文、简体中文连载。日语朗读剧在Digimon官方YouTube频道同步连载，朗读者由澤城美雪担当。全4章（全54话），未发行单行本。
《数码宝贝追寻者 ～三叉路的魔女～》（日語：デジモンシーカーズ ～三叉路の魔女～）和《数码宝贝追寻者 -外壁贫民街的恶梦-》（日語：デジモンシーカーズ -ウォールスラムの悪夢-），数码宝贝动画系列25周年企划的网络期刊《数码宝贝漫画》（DIGIMON COMIC）全4号（2024年8月10日-2025年5月16日）日文和英文连载，《数码宝贝追寻者》衍生网络漫画。全4话（各2话，其中第1话收录于《数码宝贝漫画》英文版特别册子）。漫画：狩陆木一，原案：本乡昭由。

### 剧情
与人类的真实社会截然不同的异世界「数码世界」――众多数码兽正生息在这片存在于网络里的数码空间之中。发现人工智能生命体数码兽这件事，对于一切事物皆由网络管理着的人类社会来说，无异于是一把双刃剑。19岁的永住瑛士高中毕业后做着破解者（Cracker）工作，平日靠着从事跟数码世界有关的危险行当，来赚取日结的微薄收入的自由职业者。受龙泉寺智则教授之托，获得了名为「数码兽连接器」（Digimon Linker）的「生命手环」（Vital Bracelet）和小狼兽，并潜入调查正在计划进行大规模网络恐怖活动的「SoC」，同时还要躲避数码部队和义警黑客的双重打击。他能在数码世界中取胜，实现人生的究极大逆转吗？数码兽混沌的故事即将开幕……

### 登场角色

#### 人类
永住瑛士（Nagasumi Eiji）
本作小说、朗读剧、衍生漫画主人公，19岁，高中毕业，自称网名「利齿」（Fang）。父母双亡，和列昂是竹马之交。曾是自由职业破解者，受龙泉寺智则教授之托潜入调查「SoC」（混沌之子）。
列昂・亚历山大（Leon Alexander）
19岁，美国白人，东京电脑大学留学生，自称网名「审判」（Judge）的黑客和极客。身为义警从事打击网络犯罪活动，练过格斗、武术和军事训练。父亲是东京电脑大学助教。
徐月鈴（Xu Yueling/Shuu Yulin）
本作衍生漫画主人公，华裔日本人，毕业于东京电脑大学，象潟講介和龍泉寺沙耶的大学同学。曾自称网名「三叉路的魔女」（The Crossroad Witch）的白帽黑客。担任数码部队班长。
玉姫紗月（Tamahime Satsuki）
担任数码部队副班长，徐月铃班长的警界后辈和下属。心直口快的急性子，造型时髦。业余时间运营着蛞蝓影片的网红，龙泉寺智则教授背地里是她的粉丝。
象潟講介（Kisakata Kosuke）
自称网名「塔尔塔罗斯」（Tartarus），武斗派破解者队伍「SoC」（混沌之子）一号人物，肄业于东京电脑大学，龍泉寺沙耶的大学同学兼恋人。
马文・杰克逊（Marvin Jackson）
美国黑人，自称网名「流行歌曲作曲家」（Song Smith），武斗派破解者队伍「SoC」（混沌之子）二号人物，世界顶尖IT工程师，GriMM主要开发者之一。
龍泉寺智則（Ryusenji Tomonori）
东京电脑大学名誉教授，政界智庫和军警顾问，AE公司大股东和创始人之一。开发了名为「数码兽连接器」的「生命手环」。龍泉寺沙耶的父亲，幕后黑手。
龍泉寺沙耶（Ryusenji Saya）
曾就读于东京电脑大学，龍泉寺智則教授的女儿兼学生，象潟講介的大学同学兼恋人，徐月鈴的大学同学，意识链接时间最长记录保持者，DMIA后死亡。

#### 角色关系
| 人类                                           | 所属              | 搭档数码兽 | 工具数码兽                                                                                             |
| ---------------------------------------------- | ----------------- | --- | --- |
| 永住瑛士 Nagasumi Eiji （利齿）                | SoC               | 小狼兽（魔狼兽/路迦兽） Loogamon ↓ 魔狼兽（魔人狼兽） Loogarmon ↓ 苏尔魔狼兽（阳炎魔狼兽/炼狱魔人狼兽） Soloogarmon ↓ 芬里尔魔狼兽（芬里尔狼兽） Fenriloogamon ↓ 芬里尔魔狼兽：建御雷神（芬里尔狼兽：建御雷神） Fenriloogamon: Takemikazuchi | 巨龙兽 Tyranomon                                                                                       |
| 永住瑛士 Nagasumi Eiji （利齿）                | 自由职业者        | 小狼兽（魔狼兽/路迦兽） Loogamon ↓ 魔狼兽（魔人狼兽） Loogarmon ↓ 赫尔魔狼兽（炎狱魔狼兽/炎魔人狼兽） Helloogarmon | 巨龙兽 Tyranomon                                                                                       |
| 列昂・亚历山大 Leon Alexander （审判）         | 东京电脑大学      | 脉冲兽 Pulsemon ↓ 增肌兽（霸克兽） Bulkmon ↓ 搏斗兽（搏击兽） Boutmon ↓ 建御雷兽（御雷兽） Kaduchimon ↓ 芬里尔魔狼兽：建御雷神（芬里尔狼兽：建御雷神） Fenriloogamon: Takemikazuchi                                                          | Ｎ／Ａ                                                                                                 |
| 列昂・亚历山大 Leon Alexander （审判）         | 黑客/极客         | 脉冲兽 Pulsemon ↓ 增肌兽（霸克兽） Bulkmon ↓ 搏斗兽（搏击兽） Boutmon ↓ 建御雷兽（御雷兽） Kaduchimon ↓ 芬里尔魔狼兽：建御雷神（芬里尔狼兽：建御雷神） Fenriloogamon: Takemikazuchi                                                          | Ｎ／Ａ                                                                                                 |
| 徐月鈴 Xu Yueling/Shuu Yulin （三叉路的魔女）  | 数码部队          | 龙蛇兽（龙骀兽/龙将兽） Ryudamon ↓ 银龙兽（猛龙将兽） Ginryumon ↓ 飞车龙兽（天龙将兽） Hisyaryumon ↓ 王龙兽（刃王龙将兽） Ouryumon | Ｎ／Ａ                                                                                                 |
| 徐月鈴 Xu Yueling/Shuu Yulin （三叉路的魔女）  | 白帽黑客          | 龙蛇兽（龙骀兽/龙将兽） Ryudamon ↓ 银龙兽（猛龙将兽） Ginryumon ↓ 飞车龙兽（天龙将兽） Hisyaryumon ↓ 王龙兽（刃王龙将兽） Ouryumon | Ｎ／Ａ                                                                                                 |
| 徐月鈴 Xu Yueling/Shuu Yulin （三叉路的魔女）  | 东京电脑大学      | 棕榈兽（巴鲁兽） Palmon | Ｎ／Ａ                                                                                                 |
| 玉姫紗月 Tamahime Satsuki                      | 数码部队          | 鼻涕兽 Numemon ↓ 黑国王鼻涕兽（黑帝鼻涕兽） Black King Numemon ↓ 白金鼻涕兽 Platinum Numemon | 旅团龙兽 Brigadramon                                                                                   |
| 玉姫紗月 Tamahime Satsuki                      | 网红              | 鼻涕兽 Numemon ↓ 黑国王鼻涕兽（黑帝鼻涕兽） Black King Numemon ↓ 白金鼻涕兽 Platinum Numemon | 旅团龙兽 Brigadramon                                                                                   |
| 象潟講介 Kisakata Kosuke （塔尔塔罗斯）        | SoC               | 多路兽 DORUmon ↓ 多路暴龙兽（多路龙兽） DORUguremon ↓ 多路战龙兽 DORUgoramon ↓ 死X多路战龙兽（暗多路战龙兽/多路皇龙兽） Death-X-DORUgoramon                                                                                                  | Ｎ／Ａ                                                                                                 |
| 象潟講介 Kisakata Kosuke （塔尔塔罗斯）        | 东京电脑大学      | 瓢虫兽（甲虫兽） Tentomon | Ｎ／Ａ                                                                                                 |
| 马文・杰克逊 Marvin Jackson （流行歌曲作曲家） | SoC               | 飞龙兽 Airdramon ↓ 百万龙兽（机械飞龙兽/超蛇龙兽/超龙兽） Megadramon | 侦察兽（特工兽/谍鼠兽） Espimon                                                                        |
| 马文・杰克逊 Marvin Jackson （流行歌曲作曲家） | SoC               | 飞龙兽 Airdramon ↓ 百万龙兽（机械飞龙兽/超蛇龙兽/超龙兽） Megadramon | 混沌龙兽 Chaosdramon                                                                                   |
| 龍泉寺智則 Ryusenji Tomonori                   | 东京电脑大学      | Ｎ／Ａ | 贝塔兽（比特兽） Betamon                                                                               |
| 龍泉寺智則 Ryusenji Tomonori                   | 东京电脑大学      | Ｎ／Ａ | 拟贝塔兽（拟比特兽） Modoki Betamon                                                                    |
| 龍泉寺智則 Ryusenji Tomonori                   | AE公司            | Ｎ／Ａ | 小狼兽（魔狼兽/路迦兽） Loogamon                                                                       |
| 龍泉寺智則 Ryusenji Tomonori                   | AE公司            | Ｎ／Ａ | 龙蛇兽（龙骀兽/龙将兽） Ryudamon                                                                       |
| 龍泉寺智則 Ryusenji Tomonori                   | 政界智庫/军警顾问 | Ｎ／Ａ | 多路兽 DORUmon ↓ 多路战龙兽 DORUgoramon ↓ 死X多路战龙兽（暗多路战龙兽/多路皇龙兽） Death-X-DORUgoramon |
| 龍泉寺沙耶 Ryusenji Saya                       | 东京电脑大学      | 亚古兽（黑） Agumon(Black) | Ｎ／Ａ                                                                                                 |

### 特别用语
破解队（Crack Team）
破解队是在数码兽刚被发现之后的研究黎明期，对轰动世界的破解集团的称呼。在对数码兽的安防还没有确立的时期，滥用数码兽导致全世界陷入了混乱。破解队并没有固定的成员，是一个由不特定多数人物组成的「无形组织」。从其成员判断，应从属于「钢之帝国」。是黑客和破解者在宣扬自己的恶行时所用的自称，是一种被用于公共领域的称呼。由于初期活动的冲击，破解者周围对这个名称有着共同的思想，即使现在冒充破解队之名的人也层出不穷。破解队虽然是作恶的反社会势力，但由于他们的行动，数码兽的存在被广泛认知，而且事实上强烈推动了数码兽的对策和研究。
D-旅团（D-Brigade）
D-旅团是由龙系改造数码兽构成的机械化旅团。是一支执行暗杀等非公开任务的特殊部队，其组织结构如何、由谁指挥不得而知。该旅团的主要步兵成员由突击龙兽组成，在名为「Selection-D」的选拔测试后合格的最优秀的1％将会进化成海豹龙兽，其余落选的将会进化成高等突击龙兽。运输龙兽机身部分为货舱，如果是普通任务，大多容纳由五只突击龙兽和一只高等突击龙兽构成的分队。坦克龙兽把暴徒镇压、强袭驱逐作为任务，擅长于驱逐多数「目标」。遭击毁的坦克龙兽被回收之后，在其研究机关中进化成暗龙兽，但开发失败了，考虑到部队效率的合理运用，开发和进化出了作为指挥机的旅团龙兽。
皇家骑士团（Royal Knights）
皇家骑士团是数码世界管理者——主计算机世界树召集的位于网络安全最高位的圣骑士数码兽们，数码世界内以绝对强度著称的13位圣骑士型数码兽被赋予的称号。据说在数码世界发生重大灾难之时被预言引导而集结。不过，他们并不是绝对的「善」，为了维持数码世界的秩序，如果判断需要的话，通常会行使大量破坏和杀戮等无情手段。而且他们每个人的思想都微妙地有所差异，有的是表示对世界树的绝对忠诚，有的是自己对主人以及决断者表示感谢，有的是为了无可比拟压倒性的力量……皇家骑士各自都根据自己的正义，执行自己的使命。正因为只按照各自所相信的「正义」而行动，所以围绕着这个有时候会引起内部纷争。

### 重要代表物件
数码兽储存器（Digimon Dock）
全称「数码怪兽储存系统」（Digital Monster Dock System），黑客和破解者用来储存数码兽设备的「携带机」和「数码器」总称，安装到PC以外的其他各种携带装置被称为「储存器」。市面上大多是改造的电子终端，以劣质品居多。暗网也有贩卖，品质越高，价格越高。
数码兽连接器（Digimon Linker）
由AE公司开发的最新型「生命手环」（Vital Bracelet）。通过意识链接（Mindlink）将使用者意识数据化并传送到搭档数码兽的数码核，两者进行意识沟通和五感共享。进化阶段（等级）越高，时限越短，而超过时限的极限，意识将无法回归。
GriMM
全球性SNS和通訊应用。有收发簡訊、语音聊天、发布視訊和直播等基础功能，以及基于团体频道的各种社群。以加密貨幣「DC」作为独有的金融结算工具，是信息收集、个人交易、众包平台。但也存在诸如网络黑市交易等灰色地带。

### 制作人员
- 原案：本乡昭由
- 项目总监：原田真史
- 制作人：佐久間康生
- 执行制作人：大矢陽久
- 企划经理：高橋尚資
- 艺术总监：小林史弥
- 角色设计：malo
- 漫画：狩陆木一[注 6]
- 插图：PLEX、malo
- 作曲：大石憲一郎
- 音響效果：安江史男
- 朗读者：澤城美雪
- 协力：东映动画、万代南梦宫娱乐、PLEX
- 制作：萬代

### 主题曲
（Digimon Project Theme Song）
主唱：高橋祐子

### 各话列表
| 章数      | 话数 | 日文标题                             | 中文标题                                                         | 连载时间       | 连载时间       | 连载时间      |
| 章数      | 话数 | 日文标题                             | 中文标题                                                         | 小说版         | 朗读剧         | 漫画版        |
| --------- | ---- | ------------------------------------ | ---------------------------------------------------------------- | -------------- | -------------- | ------------- |
| 1         | 1    | Eiji：Wolf of ninth avenue           | Eiji：Wolf of ninth avenue 瑛士：第九大道的魔狼                  | 2023年4月3日   | 2023年4月3日   | 不適用        |
| 1         | 2    | Eiji：Wolf of ninth avenue           | Eiji：Wolf of ninth avenue 瑛士：第九大道的魔狼                  | 2023年4月4日   | 2023年4月4日   | 不適用        |
| 1         | 3    | Eiji：Wolf of ninth avenue           | Eiji：Wolf of ninth avenue 瑛士：第九大道的魔狼                  | 2023年4月5日   | 2023年4月5日   | 不適用        |
| 1         | 4    | Eiji：Wolf of ninth avenue           | Eiji：Wolf of ninth avenue 瑛士：第九大道的魔狼                  | 2023年4月6日   | 2023年4月6日   | 不適用        |
| 1         | 5    | Eiji：Wolf of ninth avenue           | Eiji：Wolf of ninth avenue 瑛士：第九大道的魔狼                  | 2023年4月7日   | 2023年4月7日   | 不適用        |
| 1         | 6    | Eiji：Wolf of ninth avenue           | Eiji：Wolf of ninth avenue 瑛士：第九大道的魔狼                  | 2023年4月8日   | 2023年4月8日   | 不適用        |
| 1         | 7    | Eiji：Wolf of ninth avenue           | Eiji：Wolf of ninth avenue 瑛士：第九大道的魔狼                  | 2023年4月9日   | 2023年4月9日   | 不適用        |
| 1         | 8    | Eiji：Wolf of ninth avenue           | Eiji：Wolf of ninth avenue 瑛士：第九大道的魔狼                  | 2023年4月10日  | 2023年4月10日  | 不適用        |
| 1         | 9    | Eiji：Wolf of ninth avenue           | Eiji：Wolf of ninth avenue 瑛士：第九大道的魔狼                  | 2023年4月17日  | 2023年4月17日  | 不適用        |
| 1         | 10   | Eiji：Wolf of ninth avenue           | Eiji：Wolf of ninth avenue 瑛士：第九大道的魔狼                  | 2023年4月24日  | 2023年4月24日  | 不適用        |
| 1         | 11   | Eiji：Wolf of ninth avenue           | Eiji：Wolf of ninth avenue 瑛士：第九大道的魔狼                  | 2023年5月1日   | 2023年5月1日   | 不適用        |
| 1         | 12   | Eiji：Wolf of ninth avenue           | Eiji：Wolf of ninth avenue 瑛士：第九大道的魔狼                  | 2023年5月8日   | 2023年5月8日   | 不適用        |
| 1         | 13   | Eiji：Wolf of ninth avenue           | Eiji：Wolf of ninth avenue 瑛士：第九大道的魔狼                  | 2023年5月15日  | 2023年5月15日  | 不適用        |
| 1         | 14   | Eiji：Wolf of ninth avenue           | Eiji：Wolf of ninth avenue 瑛士：第九大道的魔狼                  | 2023年5月22日  | 2023年5月22日  | 不適用        |
| 1         | 15   | Eiji：Wolf of ninth avenue           | Eiji：Wolf of ninth avenue 瑛士：第九大道的魔狼                  | 2023年5月29日  | 2023年5月29日  | 不適用        |
| 1         | 16   | Eiji：Wolf of ninth avenue           | Eiji：Wolf of ninth avenue 瑛士：第九大道的魔狼                  | 2023年6月5日   | 2023年6月5日   | 不適用        |
| 1         | 17   | Eiji：Wolf of ninth avenue           | Eiji：Wolf of ninth avenue 瑛士：第九大道的魔狼                  | 2023年6月12日  | 2023年6月12日  | 不適用        |
| 1         | 18   | Eiji：Wolf of ninth avenue           | Eiji：Wolf of ninth avenue 瑛士：第九大道的魔狼                  | 2023年6月19日  | 2023年6月19日  | 不適用        |
| 2         | 1    | Hacker Leon：WWW Airlines Flight 626 | Hacker Leon：WWW Airlines Flight 626 黑客 列昂：WWW航空626号航班 | 2023年6月26日  | 2023年6月26日  | 不適用        |
| 2         | 2    | Hacker Leon：WWW Airlines Flight 626 | Hacker Leon：WWW Airlines Flight 626 黑客 列昂：WWW航空626号航班 | 2023年7月2日   | 2023年7月2日   | 不適用        |
| 2         | 3    | Hacker Leon：WWW Airlines Flight 626 | Hacker Leon：WWW Airlines Flight 626 黑客 列昂：WWW航空626号航班 | 2023年7月9日   | 2023年7月9日   | 不適用        |
| 2         | 4    | Hacker Leon：WWW Airlines Flight 626 | Hacker Leon：WWW Airlines Flight 626 黑客 列昂：WWW航空626号航班 | 2023年7月16日  | 2023年7月16日  | 不適用        |
| 2         | 5    | Hacker Leon：WWW Airlines Flight 626 | Hacker Leon：WWW Airlines Flight 626 黑客 列昂：WWW航空626号航班 | 2023年7月23日  | 2023年7月23日  | 不適用        |
| 2         | 6    | Hacker Leon：WWW Airlines Flight 626 | Hacker Leon：WWW Airlines Flight 626 黑客 列昂：WWW航空626号航班 | 2023年7月30日  | 2023年7月30日  | 不適用        |
| 2         | 7    | Hacker Leon：WWW Airlines Flight 626 | Hacker Leon：WWW Airlines Flight 626 黑客 列昂：WWW航空626号航班 | 2023年8月6日   | 2023年8月6日   | 不適用        |
| 2         | 8    | Hacker Leon：WWW Airlines Flight 626 | Hacker Leon：WWW Airlines Flight 626 黑客 列昂：WWW航空626号航班 | 2023年8月13日  | 2023年8月13日  | 不適用        |
| 2         | 9    | Hacker Leon：WWW Airlines Flight 626 | Hacker Leon：WWW Airlines Flight 626 黑客 列昂：WWW航空626号航班 | 2023年8月20日  | 2023年8月20日  | 不適用        |
| 2         | 10   | Hacker Leon：WWW Airlines Flight 626 | Hacker Leon：WWW Airlines Flight 626 黑客 列昂：WWW航空626号航班 | 2023年8月27日  | 2023年8月27日  | 不適用        |
| 2         | 11   | Hacker Leon：WWW Airlines Flight 626 | Hacker Leon：WWW Airlines Flight 626 黑客 列昂：WWW航空626号航班 | 2023年9月3日   | 2023年9月3日   | 不適用        |
| 2         | 12   | Hacker Leon：WWW Airlines Flight 626 | Hacker Leon：WWW Airlines Flight 626 黑客 列昂：WWW航空626号航班 | 2023年9月10日  | 2023年9月10日  | 不適用        |
| 2         | 幕间 | Hacker Leon：WWW Airlines Flight 626 | Hacker Leon：WWW Airlines Flight 626 黑客 列昂：WWW航空626号航班 | 2023年9月17日  | 2023年9月19日  | 不適用        |
| 3         | 1    | Unit11：Digital Missing In Action    | Unit11：Digital Missing In Action Unit11：数码世界行动中失踪     | 2023年9月24日  | 2023年9月24日  | 不適用        |
| 3         | 2    | Unit11：Digital Missing In Action    | Unit11：Digital Missing In Action Unit11：数码世界行动中失踪     | 2023年10月1日  | 2023年10月1日  | 不適用        |
| 3         | 3    | Unit11：Digital Missing In Action    | Unit11：Digital Missing In Action Unit11：数码世界行动中失踪     | 2023年10月8日  | 2023年10月8日  | 不適用        |
| 3         | 4    | Unit11：Digital Missing In Action    | Unit11：Digital Missing In Action Unit11：数码世界行动中失踪     | 2023年10月15日 | 2023年10月15日 | 不適用        |
| 3         | 5    | Unit11：Digital Missing In Action    | Unit11：Digital Missing In Action Unit11：数码世界行动中失踪     | 2023年10月22日 | 2023年10月22日 | 不適用        |
| 3         | 6    | Unit11：Digital Missing In Action    | Unit11：Digital Missing In Action Unit11：数码世界行动中失踪     | 2023年10月29日 | 2023年10月29日 | 不適用        |
| 3         | 7    | Unit11：Digital Missing In Action    | Unit11：Digital Missing In Action Unit11：数码世界行动中失踪     | 2023年11月5日  | 2023年11月5日  | 不適用        |
| 3         | 8    | Unit11：Digital Missing In Action    | Unit11：Digital Missing In Action Unit11：数码世界行动中失踪     | 2023年11月12日 | 2023年11月12日 | 不適用        |
| 3         | 9    | Unit11：Digital Missing In Action    | Unit11：Digital Missing In Action Unit11：数码世界行动中失踪     | 2023年11月19日 | 2023年11月19日 | 不適用        |
| 3         | 10   | Unit11：Digital Missing In Action    | Unit11：Digital Missing In Action Unit11：数码世界行动中失踪     | 2023年11月26日 | 2023年11月26日 | 不適用        |
| 3         | 11   | Unit11：Digital Missing In Action    | Unit11：Digital Missing In Action Unit11：数码世界行动中失踪     | 2023年12月3日  | 2023年12月3日  | 不適用        |
| 3         | 12   | Unit11：Digital Missing In Action    | Unit11：Digital Missing In Action Unit11：数码世界行动中失踪     | 2023年12月10日 | 2023年12月10日 | 不適用        |
| 4         | 1    | Sons of Chaos：Seekers               | Sons of Chaos：Seekers 混沌之子：追寻者                          | 2023年12月17日 | 2023年12月17日 | 不適用        |
| 4         | 2    | Sons of Chaos：Seekers               | Sons of Chaos：Seekers 混沌之子：追寻者                          | 2023年12月24日 | 2023年12月24日 | 不適用        |
| 4         | 3    | Sons of Chaos：Seekers               | Sons of Chaos：Seekers 混沌之子：追寻者                          | 2023年12月31日 | 2023年12月31日 | 不適用        |
| 4         | 4    | Sons of Chaos：Seekers               | Sons of Chaos：Seekers 混沌之子：追寻者                          | 2024年1月7日   | 2024年1月7日   | 不適用        |
| 4         | 5    | Sons of Chaos：Seekers               | Sons of Chaos：Seekers 混沌之子：追寻者                          | 2024年1月14日  | 2024年1月14日  | 不適用        |
| 4         | 6    | Sons of Chaos：Seekers               | Sons of Chaos：Seekers 混沌之子：追寻者                          | 2024年1月21日  | 2024年1月21日  | 不適用        |
| 4         | 7    | Sons of Chaos：Seekers               | Sons of Chaos：Seekers 混沌之子：追寻者                          | 2024年1月28日  | 2024年1月28日  | 不適用        |
| 4         | 8    | Sons of Chaos：Seekers               | Sons of Chaos：Seekers 混沌之子：追寻者                          | 2024年2月4日   | 2024年2月4日   | 不適用        |
| 4         | 9    | Sons of Chaos：Seekers               | Sons of Chaos：Seekers 混沌之子：追寻者                          | 2024年2月5日   | 2024年2月5日   | 不適用        |
| 4         | 10   | Sons of Chaos：Seekers               | Sons of Chaos：Seekers 混沌之子：追寻者                          | 2024年2月6日   | 2024年2月6日   | 不適用        |
| 4         | 11   | Sons of Chaos：Seekers               | Sons of Chaos：Seekers 混沌之子：追寻者                          | 2024年2月7日   | 2024年2月7日   | 不適用        |
| 4         | 12   | Sons of Chaos：Seekers               | Sons of Chaos：Seekers 混沌之子：追寻者                          | 2024年2月8日   | 2024年2月8日   | 不適用        |
| 后记      | 后记 | Epilogue                             | Epilogue 后记                                                    | 2024年3月10日  | 2024年3月10日  | 不適用        |
| 衍生 漫画 | 1    | ～The Crossroad Witch～              | ～The Crossroad Witch～ ～三叉路的魔女～                         | 不適用         | 不適用         | 2024年8月10日 |
| 衍生 漫画 | 2    | ～The Crossroad Witch～              | ～The Crossroad Witch～ ～三叉路的魔女～                         | 不適用         | 不適用         | 2024年11月1日 |
| 衍生 漫画 | 1    | -Wall Slum's Nightmare-              | -Wall Slum's Nightmare- -外壁贫民街的恶梦-                       | 不適用         | 不適用         | 2025年2月14日 |
| 衍生 漫画 | 2    | -Wall Slum's Nightmare-              | -Wall Slum's Nightmare- -外壁贫民街的恶梦-                       | 不適用         | 不適用         | 2025年5月16日 |

## 数码宝贝梦想者

数码宝贝梦想者

《数码宝贝梦想者》，数码宝贝系列漫画作品，是万代「生命手环系列」的联动宣传漫画。《最强Jump》于2021年11月号（2021年10月4日发售）至2023年7月号（2023年6月2日发售）连载第1-21话，2023年6月26日至11月13日转移到万代数码兽官网日文、英文、简体中文重新连载第1-21话。2023年12月4日至2024年3月4日万代数码兽官网日文、英文、简体中文连载第22-25话。第1部（Part 1）全25话、单行本2卷，第2部（Part 2）连载未定。漫画：薮野展也，原案：本乡昭由，监修：万代、本乡昭由，协力：东映动画，译制：美迪邦（MediBang）。

### 剧情
脉冲兽是一个以进化为目标的训练狂，时时刻刻努力完成繁重训练。其所在的罗汉柏村因某种诅咒，导致全村的数码兽都无法进化。通过「生命手环」（Vital Bracelet）与「記憶卡」（Dim Card），少年鼓堂律偶然踏入了生存着数码兽的不可思议的世界中，结识了自己「生命手环」中号称「脉冲」（パル，Pal）的脉冲兽。他们朝着育成「最强数码兽」的「梦想」不断进化，冒险之旅由此展开……

### 登场角色

#### 驯兽师
鼓堂律（Kodo Ritsu）
本作主人公，小学生，御宅族，性格内向。偶然踏入数码世界，结识了自己「生命手环」（Vital Bracelet）中号称「脉冲」（パル，Pal）的脉冲兽，并与脉冲兽通过努力，朝着育成「最强数码兽」的「梦想」不断进化。
若宫乔（Wakamiya Joe）
自称「旅行者驯兽师」（旅するテイマー，The Wandering Tamer），性格外向。为了寻找行踪不明的兄长，一直在探寻S时空之门，热衷在数码世界冒险。搭档数码兽为号称「刺客」（Assassins）的翔龙兽。
狮子狩妮露（Shishigari Nell）
对进化不感兴趣，喜欢可爱数码兽的女生，性格温柔。偶然踏入数码世界，喜欢并守护着罗汉柏村，受到村里数码兽的喜爱，帮忙击退泛滥的野生数码兽。搭档数码兽为号称「贝尔」（ベル，Bell）的拉布拉兽。

#### 角色关系
| 驯兽师                               | 搭档数码兽 | 敌方                           | 幕后                          |
| ------------------------------------ | --- | ------------------------------ | ----------------------------- |
| 鼓堂律 Kodo Ritsu                    | 黑球兽 Botamon ↓ 哔哔兽 Bibimon ↓ 脉冲兽 Pulsemon （脉冲） ↓ 增肌兽（霸克兽） Bulkmon ↓ 搏斗兽（搏击兽） Boutmon ↓ 建御雷兽（御雷兽） Kaduchimon | 费勒斯兽（菲利斯兽） Phelesmon | 巴尔巴兽（巴鲁巴兽） Barbamon |
| 若宫乔 Wakamiya Joe （旅行者驯兽师） | 翔龙兽（翼龙兽） Wingdramon （刺客） | 费勒斯兽（菲利斯兽） Phelesmon | 巴尔巴兽（巴鲁巴兽） Barbamon |
| 狮子狩妮露 Shishigari Nell           | 拉布拉兽（利芭兽） Labramon （贝尔） ↓ 杜宾犬兽 Dobermon                                                                                         | 费勒斯兽（菲利斯兽） Phelesmon | 巴尔巴兽（巴鲁巴兽） Barbamon |

### 特别用语
驯兽师（Tamer）
驯兽师是在近未来的全球网络时代，人类利用网络中所诞生的迷之电脑生命体来进行电子宠物、对战游戏、人工智能（Artificial Intelligence，AI）学或生物学研究对象、以及黑客的犯罪工具。饲养着数码兽的人被称作「驯兽师」（テイマー），多半会互相对战、交流、争夺着「顶尖驯兽师」（トップテイマー）这个代表有着顶尖育成技术与最强数码兽的称号。并且使用个人电脑联网与世界各地的人交流，携带机则能带出室外，与人对战。
部分进化（Partial Evolution）
进化是数码兽成长和发展的过程。数码兽在自然环境下可以通过累计数据和能量达成进化，但会受到环境等因素的影响，往往这种进化形态较为稳定，因此不容易退化。部分进化是数码兽受到诅咒，进化的能量被抑制住了，无法在自然环境下通过累计数据和能量达成进化。通过数码兽自身的努力以及触发人类的情绪或能量的方式，能突破部分诅咒，使身体的一部分达成进化，但这种进化形态不稳定，因此容易退化。
威彻尔尼（Witchelny）
威彻尔尼是异次元的数码世界，由元老院管辖。中央有一座名为“布洛肯山”的山脉，山脉将威彻尔尼分为东西南北四大区块，各种族分别居住在四个区块之中。威彻尔尼的魔法有着高级程序语言别称，由火、土、水、风等元素组成，该地区数码兽至少掌握其中一种或多种魔法，以及分为四个魔法能力卓越的种族，各种族合力在布洛肯山上设立了一所魔法学园。

### 彩蛋
- 本作原定是作为《数码宝贝幽灵游戏》漫画化而展开的，但由于动画和漫画展开速度不同，而改为了原创故事。[38]
- 本作定位低龄向，用“想要进化”来表现“想变成大人但是总是被当做小孩”的孩子们压抑纠葛感情，把重点放在进化上。
- 动画《数码宝贝幽灵游戏》主人公天之河宙和伽马兽作为路人角色，曾与鼓堂律在上学途中擦肩而过（但两人互不相识且不同校[注 38]）。
- 鼓堂律的角色原案是天之河宙的角色废案，因为搭档脉冲兽是调皮的性格，驯兽师就往相反的方向进行调整。
- 鼓堂律的搭档数码兽在选角之初，有亚古兽、V仔兽、脉冲兽三种选项，最终选择了脉冲兽。
- 鼓堂律披风造型以及漫画部分台词和分镜，多次向漫画《数码宝贝大冒险V驯兽师01》致敬。[注 39]
- 若宫乔和「S时空」设定，向WS游戏「秋山辽V.S.千年兽系列」[注 40]主人公秋山辽[注 41]致敬。[注 42]

### 各话列表
| 话数                                                                 | 日文标题                                                             | 中文标题                                                             | 连载时间                                                             | 连载时间                                                             | 连载刊号                                                             | 连载平台                                                             | 连载平台                                                             |
| 话数                                                                 | 日文标题                                                             | 中文标题                                                             | 杂志                                                                 | 网络                                                                 | 连载刊号                                                             | 杂志                                                                 | 网络                                                                 |
| 第一卷 做梦的数码宝贝（2022年12月2日发售）（ISBN 978-4-08-883320-0） | 第一卷 做梦的数码宝贝（2022年12月2日发售）（ISBN 978-4-08-883320-0） | 第一卷 做梦的数码宝贝（2022年12月2日发售）（ISBN 978-4-08-883320-0） | 第一卷 做梦的数码宝贝（2022年12月2日发售）（ISBN 978-4-08-883320-0） | 第一卷 做梦的数码宝贝（2022年12月2日发售）（ISBN 978-4-08-883320-0） | 第一卷 做梦的数码宝贝（2022年12月2日发售）（ISBN 978-4-08-883320-0） | 第一卷 做梦的数码宝贝（2022年12月2日发售）（ISBN 978-4-08-883320-0） | 第一卷 做梦的数码宝贝（2022年12月2日发售）（ISBN 978-4-08-883320-0） |
| -------------------------------------------------------------------- | -------------------------------------------------------------------- | -------------------------------------------------------------------- | -------------------------------------------------------------------- | -------------------------------------------------------------------- | -------------------------------------------------------------------- | -------------------------------------------------------------------- | -------------------------------------------------------------------- |
| 1                                                                    |                                                                      | 做梦的数码宝贝                                                       | 2021年10月4日                                                        | 2023年6月26日                                                        | 2021年11月号                                                         | 最强Jump                                                             | 万代数码兽官网                                                       |
| 2                                                                    |                                                                      | 宅家驯兽师・律                                                       | 2021年11月4日                                                        | 2023年7月3日                                                         | 2021年12月号                                                         | 最强Jump                                                             | 万代数码兽官网                                                       |
| 3                                                                    |                                                                      | 罗汉柏肉                                                             | 2021年12月3日                                                        | 2023年7月10日                                                        | 2022年1月号                                                          | 最强Jump                                                             | 万代数码兽官网                                                       |
| 4                                                                    |                                                                      | 恶鬼兽袭来                                                           | 2022年1月4日                                                         | 2023年7月17日                                                        | 2022年2月号                                                          | 最强Jump                                                             | 万代数码兽官网                                                       |
| 5                                                                    |                                                                      | 进化脉冲                                                             | 2022年2月4日                                                         | 2023年7月24日                                                        | 2022年3月号                                                          | 最强Jump                                                             | 万代数码兽官网                                                       |
| 6                                                                    |                                                                      | 蕴藏在体内的增肌兽                                                   | 2022年3月4日                                                         | 2023年7月31日                                                        | 2022年4月号                                                          | 最强Jump                                                             | 万代数码兽官网                                                       |
| 7                                                                    |                                                                      | 祠堂中的皇蛇兽                                                       | 2022年4月4日                                                         | 2023年8月7日                                                         | 2022年5月号                                                          | 最强Jump                                                             | 万代数码兽官网                                                       |
| 8                                                                    |                                                                      | 人们称之为星星兽                                                     | 2022年5月2日                                                         | 2023年8月14日                                                        | 2022年6月号                                                          | 最强Jump                                                             | 万代数码兽官网                                                       |
| 9                                                                    |                                                                      | 旅行者驯兽师                                                         | 2022年6月3日                                                         | 2023年8月21日                                                        | 2022年7月号                                                          | 最强Jump                                                             | 万代数码兽官网                                                       |
| 10                                                                   |                                                                      | 偷走脉冲兽！                                                         | 2022年7月4日                                                         | 2023年8月28日                                                        | 2022年8月号                                                          | 最强Jump                                                             | 万代数码兽官网                                                       |
| 11                                                                   |                                                                      | 间谍数码宝贝・特工兽                                                 | 2022年8月4日                                                         | 2023年9月4日                                                         | 2022年9月号                                                          | 最强Jump                                                             | 万代数码兽官网                                                       |
| 12                                                                   |                                                                      | 记忆之海的巫师兽                                                     | 2022年9月2日                                                         | 2023年9月11日                                                        | 2022年10月号                                                         | 最强Jump                                                             | 万代数码兽官网                                                       |
| 13                                                                   |                                                                      | 复活脉冲                                                             | 2022年10月4日                                                        | 2023年9月18日                                                        | 2022年11月号                                                         | 最强Jump                                                             | 万代数码兽官网                                                       |
| 第二卷 进化的梦想（2024年4月4日发售）（ISBN 978-4-08-883888-5）      |                                                                      |                                                                      |                                                                      |                                                                      |                                                                      |                                                                      |                                                                      |
| 14                                                                   |                                                                      | 雷云                                                                 | 2022年11月2日                                                        | 2023年9月25日                                                        | 2022年12月号                                                         | 最强Jump                                                             | 万代数码兽官网                                                       |
| 15                                                                   |                                                                      | 威彻尔尼的惨状                                                       | 2022年12月2日                                                        | 2023年10月2日                                                        | 2023年1月号                                                          | 最强Jump                                                             | 万代数码兽官网                                                       |
| 16                                                                   |                                                                      | 潜力                                                                 | 2023年1月4日                                                         | 2023年10月9日                                                        | 2023年2月号                                                          | 最强Jump                                                             | 万代数码兽官网                                                       |
| 17                                                                   |                                                                      | 潜入魔城                                                             | 2023年2月3日                                                         | 2023年10月16日                                                       | 2023年3月号                                                          | 最强Jump                                                             | 万代数码兽官网                                                       |
| 18                                                                   |                                                                      | 迎战恶魔兽                                                           | 2023年3月3日                                                         | 2023年10月23日                                                       | 2023年4月号                                                          | 最强Jump                                                             | 万代数码兽官网                                                       |
| 19                                                                   |                                                                      | 可怕的恶魔呼啸                                                       | 2023年4月4日                                                         | 2023年10月30日                                                       | 2023年5月号                                                          | 最强Jump                                                             | 万代数码兽官网                                                       |
| 20                                                                   |                                                                      | 知识的力量                                                           | 2023年5月2日                                                         | 2023年11月6日                                                        | 2023年6月号                                                          | 最强Jump                                                             | 万代数码兽官网                                                       |
| 21                                                                   |                                                                      | 0与1的世界                                                           | 2023年6月2日                                                         | 2023年11月13日                                                       | 2023年7月号                                                          | 最强Jump                                                             | 万代数码兽官网                                                       |
| 22                                                                   |                                                                      | 巫师兽的未来                                                         | 不適用                                                               | 2023年12月4日                                                        | 不適用                                                               | 不適用                                                               | 万代数码兽官网                                                       |
| 23                                                                   |                                                                      | 进化的梦想                                                           | 不適用                                                               | 2024年1月4日                                                         | 不適用                                                               | 不適用                                                               | 万代数码兽官网                                                       |
| 24                                                                   |                                                                      | 鼓堂律                                                               | 不適用                                                               | 2024年2月4日                                                         | 不適用                                                               | 不適用                                                               | 万代数码兽官网                                                       |
| 25                                                                   |                                                                      | 心跳不已                                                             | 不適用                                                               | 2024年3月4日                                                         | 不適用                                                               | 不適用                                                               | 万代数码兽官网                                                       |
| 第一部完                                                             |                                                                      |                                                                      |                                                                      |                                                                      |                                                                      |                                                                      |                                                                      |

## 注解
1. 1 2  第13-67话
2. 1 2 3  2022年3月6日，东映动画株式会社雇员在某个被篡改的网站下载业务所需软件时，电脑被感染勒索病毒，随后内部网遭到「第三方入侵」，服务器和电脑的部分数据被勒索病毒加密，该社采取了停止部分内部系统和限制外部访问等安全措施，因此动画制作进度受到影响，原定于2022年3月20日播映的第22话停播。3月20日重播本作第1话，3月27日重播本作第3话，4月3日重播本作第5话，4月10日重播本作第13话。4月17日起，从第22话开始复播。
3. 1 2  第51-67话+特别篇
4. 1 2 3 4  2022年5月8日播映的「数码宝贝幽灵游戏特别篇 竹中直人讲述灵异世界」，通过「幽灵旁白」配音员竹中直人对第2、4话剧情摘要进行真人演出解说。因作为特别篇播映，故东映动画不计入正篇话数，但爱奇艺和哔哩哔哩计入「第68话」。
5. 1 2 3  Digimon官方YouTube频道于2023年9月17日发布的「幕间休息」（Intermission）音轨错用为「第2章第12话」音轨，随后下架，并于2023年9月19日重新发布。
6. 1 2 3 4  「数码宝贝漫画大奖」（Digimon Comic Award）最終候補：狩陸木一。
7. 1 2 3  数码宝贝动画系列25周年企划的网络期刊《数码宝贝漫画》（DIGIMON COMIC）全4号（2024年8月10日-2025年5月16日），日文和英文连载《数码宝贝再收集》（Digimon ReCollection/Digimon Rikollection）、《数码宝贝悖论》（Digimon Paradox）、《数码宝贝铁拳制裁》（Digimon Knuckles）、《迷你数码宝贝・皇家骑士物语》（Mini Digimon: Story of the Royal Knights）、《数码宝贝追寻者 ～三叉路的魔女～》（Digimon Seekers ～The Crossroad Witch～）、《数码宝贝追寻者 -外壁贫民街的恶梦-》（Digimon Seekers -Wall Slum's Nightmare-）、《数码宝贝回归》（Digimon Getback/Digimon Get Back）短篇网络漫画。
8. 1 2 3  2024年10月16日于纽约曼哈頓「日本协会」（Japan Society）举办的《數碼暴龍 LAST EVOLUTION 絆》特映会和2024年10月17日-10月20日于賈維茨會議中心举办的「紐約漫畫展」（New York Comic Con）等一系列欧美地区展会活动，现场限量分发网络期刊《数码宝贝漫画》（DIGIMON COMIC）英文版特别册子，共收录《数码宝贝再收集》、《数码宝贝悖论》、《数码宝贝铁拳制裁》、《迷你数码宝贝・皇家骑士物语》、《数码宝贝追寻者 ～三叉路的魔女～》每部作品的第1话以及《数码宝贝界放者》第0话（彩色「条漫」重排版成黑白「页漫」）。
9. 1 2  单行本第1-2卷，连载版第4-25话。
10. 1 2 3  《最强Jump》于2021年11月号（2021年10月4日发售）至2023年7月号（2023年6月2日发售）连载第1-21话，2023年6月26日至11月13日转移到万代数码兽官网日文、英文、简体中文重新连载第1-21话。2023年12月4日至2024年3月4日万代数码兽官网日文、英文、简体中文连载第22-25话。
11. 1 2 3  《数码宝贝梦想者》第1部（Part 1）全25话、单行本2卷，第2部（Part 2）连载未定。
12. ↑  根据《互联网视听节目服务管理规定》和《网络视听节目内容审核通则》，本作“先审后播”。
13. ↑  数码怪兽系列、超人力霸王系列、假面騎士系列
14. ↑  数码怪兽系列、鬼滅之刃、我的英雄學院、東京復仇者、逃走中、咒術迴戰
15. ↑  1999年3月7日-2003年3月30日的《数码宝贝大冒险》至《数码宝贝无限地带》为连续档期。
16. 1 2  正篇67话，特别篇1话。
17. ↑  黑數位酮（Black Digitron）是以某种形式混入后，导致数码兽姿态暂时黑化的分泌物，在此期间力量会得到增强。
18. ↑  第10-67话+特别篇
19. ↑  本曲为《数码宝贝大冒险：》第1-13话的片尾曲。
20. 1 2 3 4  期间免费公开
21. 1 2 3  Sons of Chaos（混沌之子），简称「SoC」，由超一流破解者组成的队伍，利用数码兽进行盗取信息、威胁企业、网络犯罪等，并恶意干涉数码世界。
22. 1 2 3  警视厅生活安全部网络犯罪课搜查第11系数码兽犯罪对策队（Metropolitan Police Department Community Safety Bureau Cyber Crime Division Investigation Unit11 Digimon Crime Response Team），通称「数码兽犯罪对策队」（Digimon Crime Response Team），简称「数码部队」/「数对」（DigiPolice），利用D-旅团改造警用数码兽，打击数码兽犯罪的警察组织。
23. ↑  出生于日本，拥有日本国籍的华裔，父亲是通过归化获得日本国籍的华人。
24. 1 2  塔尔塔罗斯计划（Tartarus Program）：通过意识链接直接探索数码世界的计划，对标登陆月球的「阿波罗计划」（阿波罗号系列）中的「阿波罗」是「太阳」，潜入网络的「塔尔塔罗斯计划」（塔尔塔罗斯号）中的「塔尔塔罗斯」则是「地狱」。
25. 1 2  东京电脑大学（Tokyo University of Electrical and Computer Engineering），简称「东京电脑大」，位于东京电临区，拥有一所附属医院，建校历史虽短，但在政府优待并扶持理科生的重点政策下，学校在資訊工程领域进行着顶级水准的研究，并取得了卓越成果。
26. 1 2 3  阿巴丁电子公司（Abadin Electronics Corp.），简称「AE公司」，前身是「东京电脑大学 龙泉寺研究室」（Tokyo University of Electrical and Computer Engineering: Ryusenji Laboratories）和「龙泉寺电子工业」（Ryusenji Electronics），位于东京电临区，业务涉及电子终端、网络设备和无厂半导体等领域，当前市值已超过1000亿美元的世界级IT巨型企业。阿巴丁电子·电临区数码研究所（Abadin Electronics Denrin District Digital Lab），简称「DDL」，是AE公司的顶尖研发基地。D4区域（The D4 Compartment），是AE公司的最高机密，也是DDL的中枢。龙泉寺智则教授是AE公司创始人之一，并持20%以上股权的大股东。
27. 1 2  数码行动中失踪（Digital Missing In Action），简称「意识失踪者」（DMIA），指超过警告标准值后，仍持续意识链接，直至超过连接临界值，导致意识和数码兽融合，失去了作为人类的自主意识，意识无法回归现实世界，变成植物人状态。警告标准值（Warning Threshold），俗称K线，指意识链接的时限；连接临界值（Connection Limit），俗称L线，指意识链接的极限。
28. ↑  数码币（Digicoin），简称「DC」，汇率略高于日圓，不受各国政府和央行监管。
29. ↑  幕间休息（Intermission），简称「幕间」（INT）
30. 原企划英文标题为“Digital Monster Dreamers”
31. ↑  单行本分为纸质书和电子书两个版本，其中集英社官网、S-MANGA、乐天Kobo、Google Play、Apple Books、Kindle、ebookjapan、FOD、U-NEXT等线上平台发售电子书版。
32. ↑  单行本第1-2卷
33. ↑  连载版第1-3话
34. ↑  巫师兽等来自威彻尔尼的数码兽们，原型来源是万代和WiZ在制作数码兽之前发售的一款名为Magical Witches（マジカルウィッチーズ）的携带游戏。这款游戏的人设与数码兽一样是渡边健史。游戏的内容是「来到魔法学校的4个孩子为了培育大魔导师（最终形态）为目标」的相关剧情。在Magical Witches中的威彻尔尼，存在四个巫师与巫女的氏族代表四个元素，分为火（Energe）、土（Earthlin）、水（Aquary）和风（Baluluna）。
35. ↑  元老院由各种族首领和三位担任评议会首长的贤者数码兽构成。
36. ↑  四个种族分别是火之艾内路久族（Energe）、土之阿斯林族（Earthlin）、水之阿库艾利族（Aquary）、风之巴鲁鲁那族（Baluluna）。
37. ↑  一些在魔法学园中将魔法（高级程序语言）学至精通的数码兽为了更进一步，踏上了前往其他数码世界的旅途。
38. ↑  鼓堂律为小学生，天之河宙为中学生。
39. ↑  漫画《数码宝贝大冒险V驯兽师01》和《数码宝贝梦想者》同为薮野展也的作品。
40. ↑  WS游戏《数码兽大冒险：阳极驯兽师》《数码兽大冒险：阴极驯兽师》《数码兽大冒险02：组合驯兽师》《数码兽大冒险02：D-1驯兽师》《数码兽驯兽师：勇敢的驯兽师》男一号，TV动画《数码兽驯兽师》和剧场版《数码兽驯兽师 暴走特急》男三号，漫画《数码兽大冒险V驯兽师01》、剧场版《数码兽大冒险 我们的战争游戏！》、TV动画《数码兽大冒险02》《数码兽合体战争 ～穿越时空的少年猎人们～》、剧场版《数码兽大冒险tri. 第6章 我们的未来》客串角色，穿越不同的时空和宿敌千年兽进行宿命的对决。曾解救动画版太一等人、曾和一乘寺贤是朋友搭档、曾和松田启人等人并肩作战、曾和动画前三部主役数码兽搭档、曾和漫画版太一决斗、曾协助过明石激和工藤大器等人。
41. ↑  稱號上是歷代最多的，“第九位被選召的孩子”、“1999年最後的被選召的孩子”、“特異的驯兽师”、“D-1驯兽师”、“勇敢的驯兽师”、“流浪的驯兽师”、“最强的驯兽师”、“傳說中的驯兽师”等。
42. ↑  若宫（Wakamiya）＋S时空→W・Akamiya＋S→Akiyama＋WS→秋山（Akiyama）＋WS游戏